# Metalmecánica
Metalmecánica SAIC war ein argentinischer Hersteller von Automobilen und Motorrollern.

## Unternehmensgeschichte
Das Unternehmen wurde 1943 in Buenos Aires gegründet. 1957 begann die Produktion von Motorrollern mit den Namen Paperino und Superpaperino, von denen Zehntausende entstanden. 1959 kamen Automobile dazu, zunächst nach Lizenz von BMW. Der Markenname lautete De Carlo. Ein weiteres Abkommen mit Simca von 1962 führte erst 1965 zur Produktionsaufnahme eines Modelles von Simca. 1966 endete die Automobilproduktion.

## Automobile
Das erste Modell namens Minicar gab es nur 1959. Dies war ein offener Kleinstwagen. Als Produktionszahl ist 798 überliefert.
Von 1959 bis 1960 gab es den 600 in Lizenz des BMW 600. Ein Zweizylinder-Viertaktmotor mit 74 mm Bohrung, 68 mm Hub, 585 cm³ Hubraum und 23 PS Leistung trieb die Fahrzeuge an. Sie hatten 170 cm Radstand und waren 290 cm lang, 140 cm breit und 137,5 cm hoch. Hiervon entstanden 1413 Fahrzeuge.
Der BMW 700 wurde ebenfalls in Lizenz montiert. Der 700 Glamour als zweitürige Limousine stand von 1960 bis 1963 im Sortiment. Der Nachfolger SL von 1964 bis 1965 hatte eine überarbeitete Front. Die Fahrzeuge waren bei einem Radstand von 212 cm 354 cm lang, 148 cm breit und 134,5 cm hoch. Das 700 Coupé gab es nur 1961. Der luftgekühlte Zweizylindermotor mit 78 mm Bohrung, 73 mm Hub und 697 cm³ Hubraum leistete 35 PS: Insgesamt entstanden 9060 Fahrzeuge dieser Modellreihe.
Von Ende 1965 bis 1966 entstanden 504 Fahrzeuge in Lizenz des Simca Ariane. Das Modell wurde 1300 genannt. Die viertürige Limousine hatte 269 cm Radstand, war also deutlich größer als die anderen Modelle. Die Fahrzeuge waren 452 cm lang, 175,5 cm breit und 148 cm hoch. Der Vierzylindermotor mit 74 mm Bohrung, 75 mm Hub, 1290 cm³ Hubraum und 62 PS Leistung war vorne im Fahrzeug montiert und trieb die Hinterräder an.